# Vincenzo Manno (pittore)
Vincenzo Manno (Palermo, 1750 – Palermo, 1827) è stato un pittore italiano.

## Biografia
Insieme ai fratelli Antonio, Francesco e Salvatore, quest'ultimo dedito alla vita eremitica, costituì una delle più fortunate botteghe d'arte pittorica appartenente allo stesso nucleo familiare in Sicilia, nel periodo a cavallo del XVIII e XIX secolo.
Poche scarne notizie documentano un periodo d'attività a Roma. Intenso il sodalizio lavorativo col fratello Antonio ritenuto l'elemento creativo della coppia, connubio supportato da una vasta attività nell'isola. L'incremento delle commissioni è ottenuto replicando i soggetti religiosi attraverso il riutilizzo dei cartoni, quasi sempre frutto del genio di Antonio, tecnica utilizzata per la riproduzione dei cicli di affreschi improntati sullo stesso tema. Analogo procedimento è utilizzato per la riproduzione di soggetti e dei cicli pittorici su tela.
Notevole il cantiere nella cattedrale di San Paolo di Mdina, Malta, località ove Vincenzo rimase circa tre anni, espletando funzioni come tenente delle truppe di Malta. Tornato in Sicilia, lavorò a Ragusa Ibla.
Nel 1812 fu nominato membro dell'Accademia nazionale di San Luca.

## Opere

### Agrigento e provincia
- 1800c., Cena di Emmaus e il Profeta Elia nella caverna, Trionfo di santa Rosalia, frammenti d'affreschi eseguiti con la collaborazione del fratello Salvatore - eremita - e documentati sulla volta della chiesa dell'eremo di Santa Rosalia alla Quisquina di Santo Stefano Quisquina.
- XVIII secolo, Cicli, affreschi e tele eseguiti con la collaborazione del fratello Antonio, opere presenti o documentate (parte delle tele sono state trafugate), nella chiesa dell'eremo di Santa Rosalia alla Quisquina di Santo Stefano Quisquina.
- XVIII secolo, Ciclo, affreschi nell'abside principale eseguiti con la collaborazione dei fratelli, opere presenti nel duomo santuario di San Giacinto Giordano Ansalone di Santo Stefano Quisquina.

### Messina e provincia
- 1810, Ciclo, affreschi eseguiti con la tecnica dei cartoni del fratello Antonio, opere presenti sulla volta a botte della cattedrale di San Nicolò di Nicosia.[1]

### Palermo e provincia

#### Partinico
- 1819, Ciclo, serie di dipinti comprendenti: la Madonna del Carmelo, la Madonna e san Gaetano, la Sacra Famiglia, Il Crocifisso e santa Maddalena De' Pazzi (carmelitana, lo si nota dall'abito), San Rocco, Tobia e l'arcangelo Raffaele, sono presenti affreschi sulla volta, raffiguranti: Il profeta Elia mentre viene rapito sul carro di fuoco e sale al cielo, la Madonna che libera le anime del Purgatorio, la Predicazione del profeta Elia, il Sacrificio della Nuova Alleanza. L'autenticità di tutte le opere e affreschi è rafforzata da un'iscrizione che era presente sul secondo arco interno, con dicitura: Vincentius Manno Accademiae Sanctae Lucae Pinxit 1819, opere presenti e custodite nella chiesa del Carmelo.

#### Palermo
- 1787, San Domenico dona il nuovo abito dell'Ordine domenicano ad una religiosa, dipinto su tela, opera custodita nella chiesa di Santa Maria della Pietà.
- 1787c., Cristo, Mosè e i dottori della Chiesa, dipinto su tela, opera custodita nella chiesa di Santa Maria della Pietà.
- XVIII secolo, affreschi su disegni del fratello Antonio eseguiti sulla volta della chiesa di San Giuseppe dei Teatini.
- XVIII secolo, affreschi documentati nella chiesa di Santa Croce.
- XVIII secolo, Ritratti, se pur con interventi di Antonio, attribuzione di alcuni ritratti custoditi nel Palazzo Reale.

### Ragusa e provincia
- XVIII secolo, Cristo risorto raffigurato con la Vergine Maria, Adamo ed Eva, san Giuseppe, Abramo e Davide, dipinto, opera custodita nella chiesa di Maria Santissima della Consolazione di Scicli.

### Trapani e provincia
- 1800, Ciclo, affreschi, probabilmente eseguiti solo da Vincenzo da cartoni preesistenti su modelli di Antonio realizzati per la chiesa di Sant'Ignazio all'Olivella, opere presenti nella cattedrale di San Lorenzo di Trapani.
- 1800c., San Cristoforo, dipinto su tela, opera custodita nella prima campata della navata sinistra della cattedrale di San Lorenzo di Trapani.

### Malta
- 1794, Ciclo, affreschi delle volte eseguiti con la collaborazione del fratello Antonio, opere presenti nella cattedrale di San Paolo di Mdina.[2]
- 1794, Ciclo, affreschi della cupola eseguiti con la collaborazione dei fratelli Antonio e Francesco, opere documentate anteriormente il terremoto del 12 ottobre 1856 nella cattedrale di San Paolo di Mdina.
- XVIII secolo, Cristo reggicroce, dipinto, opera custodita nella chiesa di Santa Maria della Vittoria di Isla.